# Onobrychis baldshuanica
Onobrychis baldshuanica är en ärtväxtart som beskrevs av Sirj. Onobrychis baldshuanica ingår i släktet esparsetter, och familjen ärtväxter. Inga underarter finns listade i Catalogue of Life.